# Munich Re
Munich Re Group — германская перестраховочная компания, один из лидеров глобального страхового рынка и лидер мирового рынка перестрахования в начале XXI века. Штаб-квартира — в Мюнхене. В списке крупнейших публичных компаний мира Forbes Global 2000 за 2021 год компания заняла 145-е место (94-е по размеру выручки, 107-е по активам, 406-е по рыночной капитализации, 490-е по чистой прибыли).

## История
Компания основана в 1880 году Карлом фон Тиме (Carl von Thieme), который также был основателем страховой компании Allianz. В 1888 году акции компании были размещены на Мюнхенской фондовой бирже. В 1890 году было открыто отделение в Лондоне, а в 1892 году — в Нью-Йорке. Оперативное и полное урегулирование претензий после землетрясения в Сан-Франциско 1906 года дало импульс быстрому росту компании. Рост компании, однако, на время затормозила изоляция от крупнейших страховых рынков, США и Великобритании, в годы Первой и Второй мировых войн. Лишь с 1950 года рост компании стал неуклонным и к 1969 году оборот достиг 2 млрд марок.
В начале 1970-х годов доходность перестрахования начала падать из-за перенасыщенности рынка, и компания начала заниматься инвестиционной деятельностью. В 1989 году убыток от перестрахования в 381 млн марок был перекрыт инвестиционным доходом в 900 млн марок. В 1980-х годах около половины выручки компании давали зарубежные операции, в основном в других европейских странах. В 1990-х годах компания начала предоставлять страховые услуги напрямую, создала дочернюю компанию по управлению активами и поглотила нескольких конкурентов, крупнейшим из них была American Re, третья крупнейшая в США перестраховочная компания (была куплена в 1996 году за 3 млрд долларов). В 1997 году из двух купленных страховых компаний был сформирован ERGO, второй крупнейший страховщик Германии. Также в конце 1990-х был куплен итальянский перестраховщик Italian Reale Ri, открыты отделения в КНР, Польше и Чили.

## Деятельность
Компания имеет свыше 5 тыс. клиентов — страховых компаний в 160 странах мира.
Помимо перестрахования Munich Re Group занимается также прямым (первичным) страхованием через группу ERGO. С 1999 года группа занимается управлением активами через компанию MEAG (MUNICH ERGO AssetManagement GmbH).
В 2020 году группа Munich Re собрала 54,9 млрд евро страховых и перестраховочных премий, инвестиционный доход составил 7,4 млрд евро. Страховые выплаты составили 47,1 мдрд евро. На конец года активы составили 298 млрд евро, из них 233 млрд пришлось на инвестиции (облигации — 124 млрд, акции — 14 млрд).
Основные подразделения:
- Перестрахование рисков страхования жизни и медицинского страхования — страховые премии 12,71 млрд евро.
- Перестрахование рисков страхования имущества и от несчастных случаев — страховые премии 24,62 млрд евро.
- Прямое страхование жизни и медицинское страхование в Германии — страховые премии 9,03 млрд евро.
- Прямое страхование имущества в Германии — страховые премии 3,68 млрд евро
- ERGO International — страховые премии 4,86 млрд евро.

Более половины страховых примий приходится на Европу (29,1 млрд), далее следуют Северная Америка (15,4 млрд), Азия и Австралия (7 млрд), Африка и Ближний Восток (1,9 млрд), Латинская Америка (1,5 млрд). По странам лидируют Германия (13,7 млрд), США (13,1 млрд), Великобритания (5,7 млрд), Канада (2,3 млрд), Австралия (1,8 млрд), Япония (1,7 млрд), КНР (1,7 млрд), Испания (1,6 млрд), Польша (1,6 млрд), Бельгия (0,9 млрд), ЮАР (0,8 млрд), ОАЭ (0,4 млрд), Южная Корея (0,3 млрд).
| Год                 | 2007  | 2008  | 2009  | 2010  | 2011  | 2012  | 2013  | 2014  | 2015  | 2016  | 2017  | 2018  | 2019  | 2020  |
| ------------------- | ----- | ----- | ----- | ----- | ----- | ----- | ----- | ----- | ----- | ----- | ----- | ----- | ----- | ----- |
| Оборот              | 47,30 | 46,13 | 45,32 | 49,56 | 53,09 | 57,41 | 55,94 | 54,89 | 55,02 | 53,61 | 53,54 | 50,48 | 54,93 | 56,49 |
| Чистая прибыль      | 3,923 | 1,528 | 2,564 | 2,430 | 0,712 | 3,211 | 3,333 | 3,171 | 3,122 | 2,581 | 0,392 | 2,275 | 2,707 | 1,211 |
| Активы              | 214,3 | 215,4 | 223,4 | 236,4 | 247,6 | 258,4 | 254,3 | 273,0 | 268,9 | 267,8 | 265,7 | 270,2 | 287,6 | 297,9 |
| Собственный капитал | 25,42 | 21,26 | 22,28 | 23,03 | 23,31 | 27,42 | 26,19 | 30,30 | 30,97 | 31,79 | 28,20 | 26,50 | 30,58 | 29,99 |

## Munich Re в России
Представительство компании в России открыто 19 апреля 1991 года. Руководитель — доктор Петер Мюллер.
В конце 2006 года в России была открыта компания по перестрахованию жизни «Мюнхенское перестраховочное общество Перестрахование жизни Восточная Европа/Средняя Азия» (Munich Re Life E.E.C.A), которая стала первой компанией по перестрахованию жизни на российском страховом рынке, быстро добилась лидирующих позиций, но закрылась летом 2011 года, уступив место в этом сегменте компании SCOR.